# Narthecusa limbolata
Narthecusa limbolata là một loài bướm đêm trong họ Geometridae.